# Moo Deng

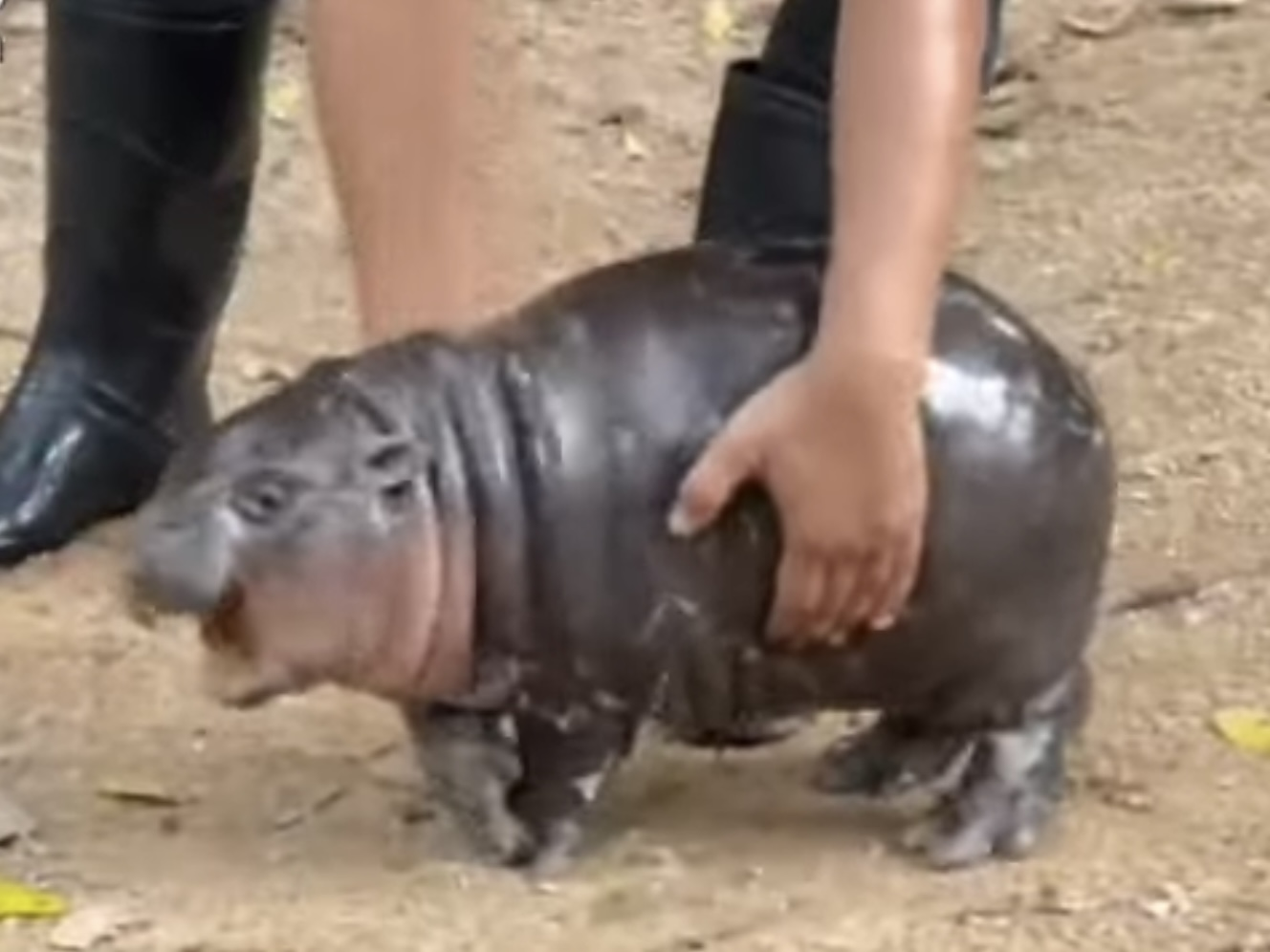
Moo Deng

Moo Deng (thajsky: หมูเด้ง /mu deng/) je samička hrošíka liberijského (Choeropsis liberiensis), která se v září 2024 stala internetovým hitem díky videím na sociální síti TikTok. Časopis Time ji označil za „legendu“ a „ikonu“.

## Původ
Moo Deng se narodila 10. července 2024 v Khao Kheow Open Zoo rodičům Jonah a Tonymu. Její jméno bylo vybráno prostřednictvím veřejné ankety, ve které více než 20 tisíc lidí hlasovalo pro variantu „Moo Deng“, což v překladu znamená „skákající prasátko“.

## Popularita

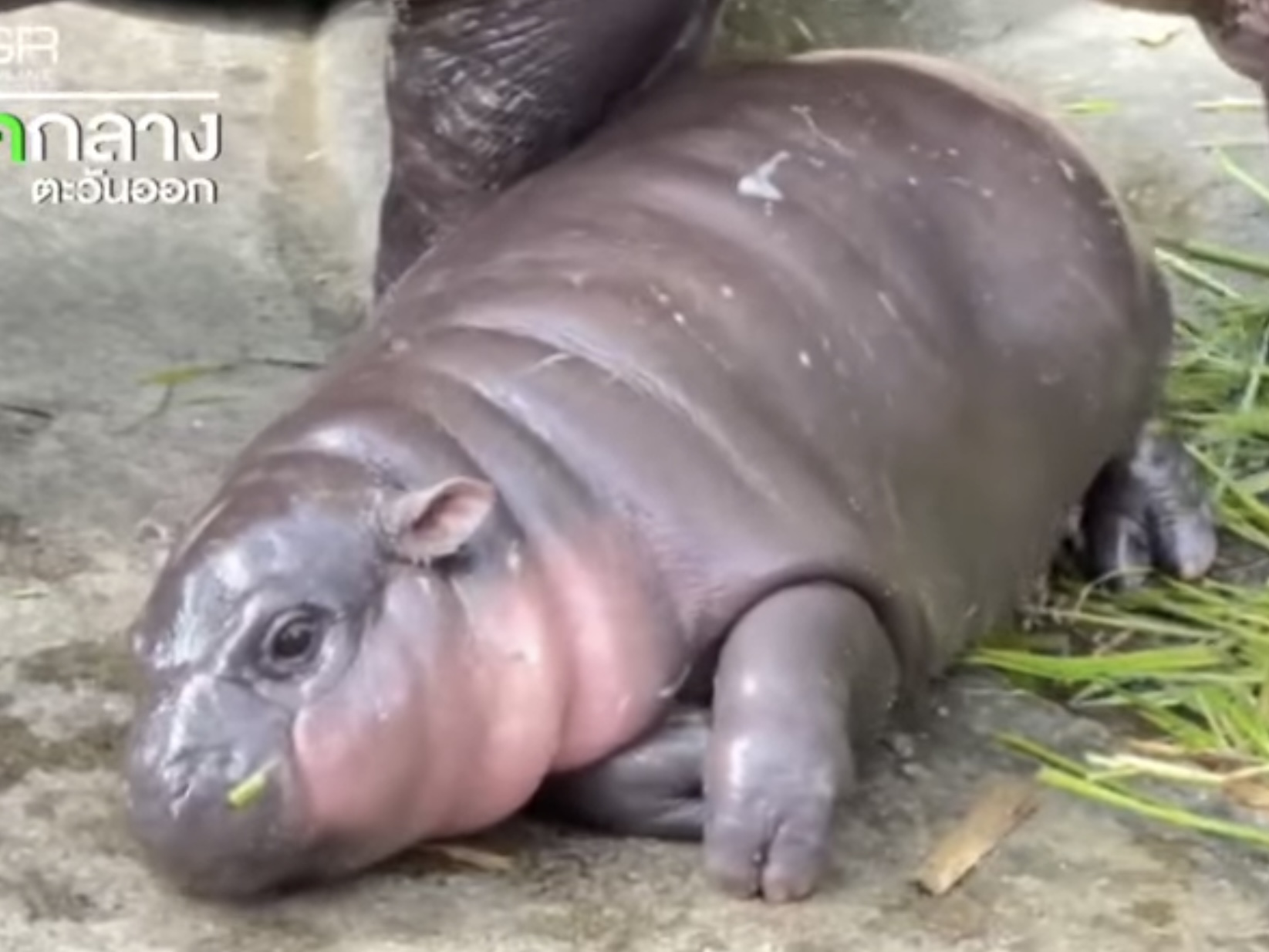
Moo Deng odpočívá

Khao Kheow Open Zoo zveřejnila fotografie hrošíků na své oficiální facebookové a tiktokové stránce a Moo Deng se rychle stala oblíbenou mezi fanoušky, protože je hravější a energičtější než další hrošíci. V reakci na její vzrůstající popularitu zoologická zahrada oznámila, že bude prodávat oblečení a jiné zboží s podobiznou Moo Deng. Produkty spojené s Moo Deng začaly vyrábět i jiné společnosti. Obchod s kosmetikou Sephora například zveřejnil návod k líčení inspirovaný vzhledem Moo Deng.